# Agios Dimitrios FC
Agios Dimitrios FC é um clube de futebol grego que atualmente disputa a 1.ª divisão do campeonato Atenas.